# Eastern Professional Hockey League (2008)
Pour la ligue canadienne, voir Eastern Professional Hockey League (1959-1963).
L'Eastern Professional Hockey League (EPHL) est une ancienne ligue professionnelle de hockey sur glace aux États-Unis. Elle n'a connu qu'une seule saison, 2008-2009. Son siège était à Little River en Caroline du Sud.

## Historique
En 2007, Jim Riggs développe l'EPHL. La première saison se déroule en 2008-2009, cinq équipes devant y participer. Cependant, quelques semaines avant le début du championnat, deux équipes renoncent. Une quatrième équipe de remplacement est trouvée et la saison se déroule finalement entre quatre franchises qui disputent 50 matchs chacune. Les Aces de Brooklyn remportent la saison régulière devant les Rockhoppers de Jersey, les Mad Hatters de Danbury et les Bears de Hudson Valley ; ce sont les Rockhoppers qui remportent le championnat en battant en finale les Aces de Brooklyn.